# Пинта (кораб)
Вижте пояснителната страница за други значения на пинта.
„Пинта“ е каравела, един от трите кораба на първата експедиция на Христофор Колумб, по време на която, през 1492 г., е открита Америка. Другите кораби в тази експедиция са караката „Санта-Мария“ и „Ниня“. На 12 октомври 1492 г. вахтеният матрос на „Пинта“ Родриго де Триана пръв вижда Новия Свят.

## История
„Пинта“ е най-голямата каравела в първата експедиция на великия пътешественик. По неизвестни причини обаче след гибелта на „Санта-Мария“ ръководителят на плаването не я избира за флагман. Най-вероятно, причината е била в собственика и капитан на кораба – Мартин Алонсо Пинсоне. Именно той по време на пътешествието неведнъж оспорва решенията на Колумб. Вероятно, великият мореплавател се е опасявал от бунт и затова е избрал кораба „Ниня“, чийто капитан бил братът на Мартин – по-сговорчивият Висенте.

### По-нататъшна съдба
Неизвестно е каква е била съдбата на кораба „Пинта“ след пътешествието на Христофор Колумб. Има данни, че след завръщането си капитанът на кораба е бил доста хладно приет в родината си. Вследствие на проблеми със здравето, получени по време на експедицията, Колумб умира след няколко месеца. Вероятно, корабът или е продаден и е сменил названието си, или е загубен по време на поредно плаване.